# Jón Ögmundsson

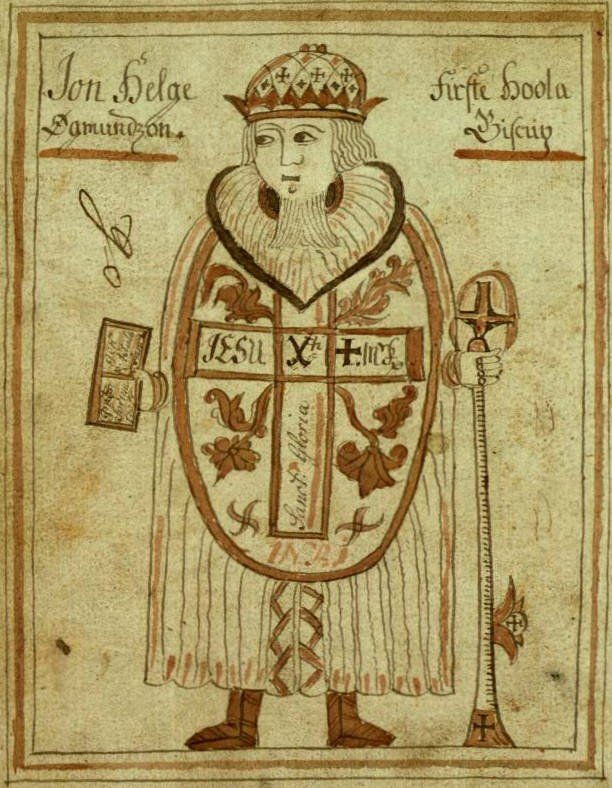
Bischof Jón Ögmundsson hält einen Bischofsstab und ein Buch auf dieser Abbildung aus einem aus dem 19. Jahrhundert stammenden isländischen Manuskript.

Jón Ögmundsson (* 1052; † 23. April 1121) war ein isländischer Bischof.
Im Jahre 1106 gründete er einen Bischofssitz in Hólar im Norden Islands und diente dort bis zu seinem Lebensende als Bischof.

## Familie
Jón war der Sohn von Ögmundur Þorkelsson und Þorgerður Egilsdóttir aus Breiðabólstaður in Fljótshlíð.
Jón war selbst später zweimal verheiratet, hatte jedoch keine Kinder.

## Ausbildung
Zu Beginn lernte Jón bei Ísleifur Gissurarson in Skálholt und fuhr später zu weiteren Studien nach Dänemark und Norwegen.
Sæmundur fróði war sein Reisegefährte, als er nach Abschluss des Studiums in die Heimat zurückkehrte.

## Bischof von Hólar
Jón wohnte auf seinem Heimathof, als er – wohl mit Förderung des Bischofs von Skálholt, Gissur Ísleifsson – zum Bischof in Hólar ernannt wurde. Der zukünftige Bischof fuhr zunächst nach Rom, wo er den Papst traf, der veranlasste, dass er zum Bischof geweiht wurde. Dies geschah am 29. April 1106.
Jón Ögmundsson wurde ein einflussreicher Bischof. Auch gründete er eine Schule in Hólar, die u. a. Lehrer aus dem Ausland beschäftigte.

## Namen der Wochentage
Jón machte es sich zur Aufgabe, die Reste der altnordischen heidnischen Religion zu tilgen. Dies beinhaltete eine Änderung der Namen der Wochentage. So wurde aus óðinsdagr, dem Tag des Odin, der Name miðvikudagr, Tag der Wochenmitte; die Tage des Týr und des Thor wurden zu "dritter Tag" und "fünfter Tag" umbenannt.
Bis heute haben sich in Island diese Bezeichnungen der Wochentage erhalten. Insgesamt erscheinen aber Jóns Reformbemühungen nur auf einer äußerlichen Ebene Erfolg gehabt zu haben. Es gelang ihm nicht, die Erinnerung an die heidnischen Götter zu vertreiben.
So entstanden mehr als ein Jahrhundert nach seinem Tod die Snorra-Edda und die Liederedda, die beide mythischen Paganismus und mythische Lyrik bewahrt haben.

## Lokalheiliger
Jón wurde durch ein Bischofsdekret im Althing im Jahre 1200 zu einem lokalen Heiligen ernannt. Man bezeichnet ihn daher in Island auch als Jón helgi (dt. Hl. Jón).

## Saga
Eine Saga, Jóns saga Hólabiskups oder Jóns saga helga, berichtet von seinen Handlungen und dem Leben zu seiner Zeit in Hólar.